# Lista de países por data de transição para o sistema republicano de governo
Esta é uma lista de países (principalmente Europeu ou Asiático) da data da sua última passagem de uma monarquia para uma forma de governo republicana. Houve dois períodos na história recente, quando a maioria dessas transições teve lugar:
- durante ou dentro de cinco anos após a Primeira Guerra Mundial (1914-1923) – marcadas em verde;
- durante ou dentro de cinco anos após a Segunda Guerra Mundial (1940-1950) – marcados em rosa.

San Marino, muitas vezes chamada de "república mais antiga do mundo", é uma exceção, tal como ela foi uma república desde o seu início. Alguns dos países nesta lista faziam parte do maior, agora extinto, os Estados (como o Império Russo ou Jugoslávia), quando a transição para uma república ocorreu. Países onde formas não republicanas de governo (como monarquia, teocracia etc.) persistirem, não estão incluídos nesta lista. Alguns foram também Monarquia na Comunidade das Nações.

## Tabela
| País                                          | República desde         | Notas |
| --------------------------------------------- | ----------------------- | --- |
| República de San Marino                       | 3 de setembro de 301    | República fundada por São Marino (data tradicional)                                                                                                  |
| Confederação Suíça                            | 24 de outubro de 1648   | Suíça é reconhecido como independente a partir do Sacro Império Romano pelo Tratado de Vestfália                                                     |
| Estados Unidos da América                     | 30 de abril de 1789     | Após sua independência em 1776 não havia um governo mas foi instalado em 1789                                                                        |
| República Francesa                            | 22 de setembro de 1792  | Rei Luís XVI deposto e Primeira República Francesa proclamada como um resultado da Revolução Francesa                                                |
| República Federativa do Brasil                | 15 de novembro de 1889  | Imperador Pedro II deposto por um golpe militar liderado pelo marechal Deodoro da Fonseca, a República proclamada.                                   |
| República das Filipinas                       | 16 de outubro de 1907   | Primeira República das Filipinas convocação Zaide, Sonia M. (1994), The Philippines: A Unique Nation, ISBN 971-642-071-4, All-Nations Publishing Co. |
| República Portuguesa                          | 5 de outubro de 1910    | Rei Manuel II deposto e Primeira República Portuguesa proclamada como um resultado da revolução de 1910                                              |
| República Popular da China                    | 10 de outubro de 1911   | República da China proclamada como um resultado da Revolução Xinhai                                                                                  |
| República da China (Taiwan)                   | 10 de outubro de 1911   | República da China proclamada como um resultado da Revolução Xinhai                                                                                  |
| República da Armênia                          | 14 de setembro de 1917  | Imperador Nicolau II da Rússia abdicou como um resultado da Revolução de fevereiro e na Rússia foi proclamada a república                            |
| República do Azerbaijão                       | 14 de setembro de 1917  | Imperador Nicolau II da Rússia abdicou como um resultado da Revolução de fevereiro e na Rússia foi proclamada a república                            |
| República da Bielorrússia                     | 14 de setembro de 1917  | Imperador Nicolau II da Rússia abdicou como um resultado da Revolução de fevereiro e na Rússia foi proclamada a república                            |
| República da Estônia                          | 14 de setembro de 1917  | Imperador Nicolau II da Rússia abdicou como um resultado da Revolução de fevereiro e na Rússia foi proclamada a república                            |
| República da Geórgia                          | 14 de setembro de 1917  | Imperador Nicolau II da Rússia abdicou como um resultado da Revolução de fevereiro e na Rússia foi proclamada a república                            |
| República do Cazaquistão                      | 14 de setembro de 1917  | Imperador Nicolau II da Rússia abdicou como um resultado da Revolução de fevereiro e na Rússia foi proclamada a república                            |
| República Quirguiz                            | 14 de setembro de 1917  | Imperador Nicolau II da Rússia abdicou como um resultado da Revolução de fevereiro e na Rússia foi proclamada a república                            |
| República da Letónia                          | 14 de setembro de 1917  | Imperador Nicolau II da Rússia abdicou como um resultado da Revolução de fevereiro e na Rússia foi proclamada a república                            |
| Federação Russa                               | 14 de setembro de 1917  | Imperador Nicolau II da Rússia abdicou como um resultado da Revolução de fevereiro e na Rússia foi proclamada a república                            |
| República da Ucrânia                          | 14 de setembro de 1917  | Imperador Nicolau II da Rússia abdicou como um resultado da Revolução de fevereiro e na Rússia foi proclamada a república                            |
| República Checa                               | 18 de outubro de 1918   | República da Checoslováquia proclamada |
| República da Eslováquia                       | 18 de outubro de 1918   | República da Checoslováquia proclamada |
| República da Lituânia                         | 2 de novembro de 1918   | Rei Mindaugas II deposto e proclamada República da Lituânia                                                                                          |
| Alemanha                                      | 9 de novembro de 1918   | Imperador Guilherme II abdicou como um resultado da Revolução alemã                                                                                  |
| República da Áustria                          | 12 de novembro de 1918  | República da Áustria alemã proclamada após o destronamento do Imperador Charles                                                                      |
| República da Polônia                          | 14 de novembro de 1918  | Poder transferido a partir do conselho de Regência para o Naczelnik Józef Piłsudski                                                                  |
| República da Finlândia                        | 14 de dezembro de 1918  | Rei Frederico Carlos renunciou ao trono |
| República do Turquemenistão                   | 26 de abril de 1920     | Khan Abd Allah Khan deposto e Khorezm Popular da República Soviética proclamada                                                                      |
| República Libanesa                            | 23 de julho de 1920     | Mandato Francês da Síria estabelecida após a Batalha de Maysalun                                                                                     |
| República Árabe da Síria                      | 23 de julho de 1920     | Mandato Francês da Síria estabelecida após a Batalha de Maysalun                                                                                     |
| República do Tajiquistão                      | 8 de outubro de 1920    | Emir Maomé Alim Cã deposto e República Popular de Bucara proclamada                                                                                  |
| República do Uzbequistão                      | 8 de outubro de 1920    | Emir Maomé Alim Cã deposto e República Popular de Bucara proclamada                                                                                  |
| República da Turquia                          | 29 de outubro de 1923   | República da Turquia proclamada como um resultado da Guerra de independência turca                                                                   |
| Mongólia                                      | 25 de novembro de 1925  | República Popular da Mongólia proclamada |
| República da Moldávia                         | 2 de agosto de 1940     | República Socialista Soviética Moldávia proclamada após a anexação da Romênia Moldávia pela União Soviética                                          |
| República da Islândia                         | 17 de junho de 1944     | República da Islândia estabelecida após um referendo                                                                                                 |
| República Democrática Popular da Coreia       | 15 de agosto de 1945    | Coreia liberta do Japão e da República Democrática Popular da Coreia criou, dividida em Coreia DPR e Grande Han Povo País um mês mais tarde          |
| República da Coreia                           | 15 de agosto de 1945    | Coreia liberta do Japão e da República Democrática Popular da Coreia criou, dividida em Coreia DPR e Grande Han Povo País um mês mais tarde          |
| República da Indonésia                        | 17 de agosto de 1945    | República da Indonésia proclamada acionando a Revolução Nacional da Indonésia                                                                        |
| República Socialista do Vietnã                | 25 de agosto de 1945    | Imperador Báo Đại abdicou e a República Democrática do Vietname foi proclamada                                                                       |
| Bósnia e Herzegovina                          | 29 de novembro de 1945  | República Socialista Federativa da Jugoslávia proclamada enquanto o Rei Pedro II estava no exílio                                                    |
| República da Croácia                          | 29 de novembro de 1945  | República Socialista Federativa da Jugoslávia proclamada enquanto o Rei Pedro II estava no exílio                                                    |
| República da Macedônia do Norte               | 29 de novembro de 1945  | República Socialista Federativa da Jugoslávia proclamada enquanto o Rei Pedro II estava no exílio                                                    |
| Montenegro                                    | 29 de novembro de 1945  | República Socialista Federativa da Jugoslávia proclamada enquanto o Rei Pedro II estava no exílio                                                    |
| República da Sérvia                           | 29 de novembro de 1945  | República Socialista Federativa da Jugoslávia proclamada enquanto o Rei Pedro II estava no exílio                                                    |
| República da Eslovênia                        | 29 de novembro de 1945  | República Socialista Federativa da Jugoslávia proclamada enquanto o Rei Pedro II estava no exílio                                                    |
| República da Albânia                          | 1 de janeiro de 1946    | República Popular da Albânia proclamada enquanto Rei Zog estava no exílio                                                                            |
| República da Hungria                          | 1 de fevereiro de 1946  | Segunda República húngara proclamada |
| República Italiana                            | 12 de junho de 1946     | Rei Umberto II renunciou ao trono e a República Italiana foi criada depois de um referendo                                                           |
| República da Bulgária                         | 15 de setembro de 1946  | Tsar Simeão II deposto e a República Popular da Bulgária proclamada após um referendo                                                                |
| Romênia                                       | 30 de dezembro de 1947  | Rei Michael I abdicou e a República Popular da Romênia foi proclamada                                                                                |
| União de Myanmar (Birmânia)                   | 4 de janeiro de 1948    | Independência birmanesa declarada |
| Estado de Israel                              | 14 de maio de 1948      | Estado de Israel proclamado |
| República da Irlanda                          | 18 de abril de 1949     | República da Irlanda Ato 1948 entrou em vigor |
| República da Índia                            | 26 de janeiro de 1950   | Constituição da Índia entrou em vigor |
| República Popular do Bangladesh               | 23 de março de 1956     | Constituição do Paquistão entrou em vigor e o Governador Geral Iskander Mirza se tornou Presidente                                                   |
| República Islâmica do Paquistão               | 23 de março de 1956     | Constituição do Paquistão entrou em vigor e o Governador Geral Iskander Mirza se tornou Presidente                                                   |
| República do Iraque                           | 14 de julho de 1958     | Rei Faiçal II deposto e morto, e a República do Iraque proclamada em um golpe de Estado militar                                                      |
| República do Chipre                           | 16 de agosto de 1960    | Constituição da República de Chipre adotada |
| República do Iémen                            | 27 de setembro de 1962  | Rei Muhammad al-Badr deposto e República Árabe do Iêmen (Iémen do Norte), proclamada                                                                 |
| República de Singapura                        | 9 de agosto de 1965     | Afastado da Federação da Malásia |
| República das Maldivas                        | 11 de novembro de 1968  | Sultão Muhammad Fareed Didi deposto e a Segunda República das Maldivas estabelecida após um referendo                                                |
| República do Sri Lanka                        | 22 de maio de 1972      | Sri Lanka constituição adotada |
| República Helênica                            | 1 de junho de 1973      | Proclamada a República Helénica |
| Emirado Islâmico do Afeganistão (Afeganistão) | 17 de julho de 1973     | Rei Mohammed Zahir Shah abdicou após golpe de Estado de Mohammed Daoud Khan                                                                          |
| República de Malta                            | 13 de dezembro de 1974  | República de Malta proclamada |
| República Democrática Popular do Laos         | 2 de dezembro de 1975   | Rei Savang Vatthana abdicou como resultado de uma revolução comunista                                                                                |
| República Islâmica do Irã                     | 11 de fevereiro de 1979 | Xá Mohammad Reza Pahlavi deposto e a República Islâmica do Irã (uma república teocrática), proclamada como um resultado da Revolução Iraniana        |
| República das Fíji                            | 6 de outubro de 1987    | Fiji República proclamada como um resultado do golpe de Estado de Sitiveni Rabuka                                                                    |
| República da Maurícia                         | 12 de março de 1992     | República da Maurícia proclamada como um resultado de mudanças na Constituição                                                                       |
| República Democrática Federal do Nepal        | 28 de maio de 2008      | Monarquia abolida e substituída pela secular República Federal                                                                                       |
| Barbados                                      | 30 de novembro de 2021  | Referendo aprova a saída do país do Reino da Commonwealth e estabelece uma República                                                                 |